# Superliga Brasileira de Voleibol Masculino de 2000–01
A sétima edição da Superliga Brasileira de Voleibol ocorrida na temporada 2000-01 foi um torneio realizado a partir do final de 2000 até meados de 2001 por treze equipes representando cinco estados.

## Participantes
Banespa, São Paulo/SP

 Barão, Blumenau/SC

 Bento Vôlei, Bento Gonçalves/RS

 Minas, Belo Horizonte/MG

 Náutico, Araraquara/SP

 Palmeiras, São Paulo/SP

 Santo André, Santo André/SP

 São José, São José/SC

 Suzano, Suzano/SP

 Ulbra, Canoas/RS

 Uneb, Brasília/DF

 Unisul, Florianópolis/SC

 Vasco/Três Corações, Três Corações/MG

## Regulamento
- Fase Classificatória:A primeira fase da Superliga foi realizada com a participação de treze equipes. A competição foi dividida em duas fases. Na primeira, as equipes jogaram entre si, em turno e returno, realizando 24 partidas cada uma.
- Playoffs:As oito melhores colocadas avançaram às quartas-de-final (melhor de três jogos), obedecendo ao seguinte cruzamento: 1.º x 8.º, 2.º x 7.º, 3.º x 6.º e 4.º x 5.º, em playoffs melhor de três jogos.

As quatro equipes vencedoras avançaram às semifinais (melhor de cinco jogos), respeitando o seguinte critério: o vencedor do jogo entre o 1.º e o 8.º enfrentará o do jogo entre o 4.º e o 5.º, e o ganhador da partida entre o 2.º e o 7.º terá pela frente o do confronto entre o 3.º e o 6.º. Os dois times vencedores disputaram o título na final, também em uma série melhor de cinco jogos.